# Janusz Barański
Janusz Barański (ur. 1 grudnia 1960 w Wieluniu) – polski etnolog i antropolog kulturowy, profesor w Instytucie Etnologii i Antropologii Kulturowej Uniwersytetu Jagiellońskiego. Zajmuje się teorią i metodologią antropologiczną, teorią kultury, estetyką antropologiczną, muzeologią i problematyką dziedzictwa kulturowego.
Wiceprzewodniczący Komisji Etnograficznej Polskiej Akademii Umiejętności, członek Komitetu Nauk Etnologicznych Polskiej Akademii Nauk oraz European Association of Social Anthropologists.
W latach 1980. działacz opozycji antykomunistycznej. Odznaczony Krzyżem Oficerskim Orderu Odrodzenia Polski oraz Krzyżem Wolności i Solidarności. 17 lutego 2011 roku został odznaczony Medalem „Niezłomnym w słowie”.

## Wybrane publikacje
- Socjotechnika między magią a analogią. Szkice o masowej perswazji w PRL-u i III RP, Kraków 2001, Wydawnictwo Uniwersytetu Jagiellońskiego, seria Anthropos
- Świat rzeczy. Zarys antropologiczny, Kraków 2007, Wydawnictwo Uniwersytetu Jagiellońskiego, s. 376, ISBN 978-83-233-2293-1, seria Anthropos
- Etnologia i okolice. Eseje antyperyferyjne, Kraków 2010, Wydawnictwo Uniwersytetu Jagiellońskiego, s. 427, ISBN 978-83-233-3005-9, seria Anthropos
- Etnologia w erze postludowej. Dalsze eseje antyperyferyjne, Kraków 2017,  Wydawnictwo Uniwersytetu Jagiellońskiego, s. 277, ISBN 978-83-233-4351-6, seria Anthropos